# 徐日升
徐日升（1645年11月1日—1708年12月25日），字寅公，原名托馬斯·佩雷拉（葡萄牙語：Tomás Pereira），葡萄牙人，清康熙朝来华天主教耶稣会传教士。
康熙十一年(1672年)先抵达澳门，1673年，经南怀仁推荐，得以进入北京，在宫廷协助南怀仁修订历法，同时兼任宫廷西洋乐师。1688年，南怀仁病殁，徐日升署理钦天监监副。康熙二十八年（1689年）中俄尼布楚条约谈判时，他担任中方拉丁文翻译。1691年，任耶稣会巡阅司铎。得悉浙江兰溪新建教堂被禁案，上书康熙皇帝，陈述西洋传教士在办理外交、制造军器等等功绩，恳求弛禁。1692年（康熙三十一年）康熙皇帝诏谕“各处天主堂照旧存留，凡进香供奉之人照常行走，不必禁止”。1705年，反对教宗克勉十一世（1700年－1721年在位）要求中国天主教徒禁绝中国礼仪的禁约。1706年担任耶稣会中国省副省会长，1708年在北京去世。 
著有《南先生行述》（1688年印行），《律吕纂要》（？年编注，1936年在北平图书馆发现抄本），《律吕正义》第五卷（1713年北京印行）。澳門氹仔有一條馬路以其命名，名為徐日昇寅公馬路 Avenida Padre Tomás Pereira。